# Nikon D3400
D3300 Nikon D3500
Le Nikon D3400 est un boîtier reflex numérique Nikon possédant un capteur au format DX (APS-C), lancé le 17 août 2016. Il remplace le D3300 comme reflex d'entrée de gamme, destiné aux amateurs. Il a été remplacé par le D3500 le 30 août 2018.

## Caractéristiques
- Processeur d'images Nikon EXPEED 4
- Capteur CMOS 24,2 millions de pixels au format DX sans filtre passe-bas
- Pentamiroir avec grossissement 0,85× et couverture de l'image 95 %
- Sensibilité (plage ISO) 100 à 25600 ISO
- Cadence de prise de vues jusqu'à 5 vues/s
- Moniteur LCD de 3,0" (7,5 cm) de 921 000 pixels (non articulé et non tactile)
- Mode vidéo : 
  - enregistrement en 1920 × 1080 60p (progressif)/50p/30p/25p/24p,
  - compression H.264/MPEG-4 AVC (microphone intégré monophonique)
- 13 scènes pré-programmées
- Formats de fichier : JPEG, NEF (RAW) 12 ou 14 bits compressé
- Connecteur mini HDMI (type C)
- Accumulateur lithium-ion EN-EL14a
- Connectivité Bluetooth Low Energy version 4.1
- Compatible SnapBridge